# دان أتكينسون
دان أتكينسون (بالإنجليزية: Dan Atkinson)‏ هو صحفي بريطاني، ولد في 1961.